# Publicidad en la televisión francesa
La publicidad en la televisión francesa apareció de manera oficial el 1 de octubre de 1968 en la primera cadena de la Oficina de Radiodifusión Televisión Francesa (ORTF). Sin embargo, desde 1951, ya existían las campañas gubernamentales (publicidad colectiva o de interés general, en francés émissions compensées).
Hoy en día, la publicidad en la televisión está regulada en diversos textos: Código de Consumo, Código de Salud Pública, Código del Medio Ambiente o el Código Rural y de Pesca Marítima. El Consejo Superior del Audiovisual (CSA, antigua Comisión Nacional de las Comunicaciones y de las Libertades (CNCL)) y la Autoridad Regulación profesional de la Publicidad (ARPP, antigua Oficina para la Verificación de la Publicidad) son los encargados de controlar la publicidad.

## Historia
Las campañas gubernamentales —precursoras de los anuncios publicitarios— aparecen en 1951 y constituyen el primer tipo de publicidad emitida en las cadenas de televisión de la RFT. En estas emisiones se desarrollan, de manera breve, los temas de una campaña de interés general, como, por ejemplo, la seguridad vial, o temas que deben estimular diferentes sectores de la economía nacional, como la Lotería Nacional o las Cajas de ahorros. Por otro lado, las emisiones patrocinadas, que reciben una contribución financiera por parte de los socios, no dudan en mostrar de forma evidente los paneles publicitarios durante su difusión (Air France lo hizo en Cinq colonnes à la une y Air Inter en Intervilles).
El 1 de octubre de 1968, la publicidad de marca se emite en la televisión francesa, en la primera cadena de la ORTF. Es en 1971 cuando aparece en la segunda cadena y en FR-3 en 1983. Para diseñar los anuncios, se crea en 1969 la RFP, la sociedad pública de publicidad de Francia (Régie française de publicité).
Su aparición en las pantallas francesas, con respecto a sus vecinos europeos, se realiza de manera tardía.
Gran Bretaña difunde desde 1955 mensajes publicitarios en la cadena privada ITV;
Italia desde 1957;
Alemania desde 1959.
En 1971, se establece que los ingresos publicitarios no deben sobrepasar el 25 % de los recursos audiovisuales. No obstante, este principio se descartó cuando se creó la televisión privada, en 1982 y 1986. Hoy en día, estas cadenas están financiadas completamente por la publicidad.
La RFP (en ese momento sustituida por la CNCL) se disuelve en 1992.

## Las normas deontológicas
La publicidad está enmarcada y supervisada por el Conseil supérieur de l’audiovisuel (CSA) y ha de obedecer a reglas sobre el contenido y la forma. No respetar estas reglas conlleva sanciones:
- Respeto a la dignidad de la persona humana
- Estar exento de toda discriminación
- Diseñarse dentro de un marco de respeto de los intereses del consumidor
- No contener ningún elemento grosero

Según un acuerdo con el CSA en 1990, los anunciantes, las agencias de comunicación y las concesiones publicitarias de televisión confiaron en la Oficina para la verificación de la publicidad (OVP) el encargo realizar una advertencia previa a la difusión para todos los spots difundidos (14 975 avisos realizados en 2005).

## Las normas específicas

### Obligaciones
La publicidad comparativa está permitida siempre que sea leal y veraz. No debe inducir al consumidor a error y la comparación debe ser objetiva. La publicidad comparativa está estrictamente enmarcada. Solo debe comparar productos de la misma naturaleza.
El uso del francés es obligatorio.

### Prohibiciones
La publicidad clandestina, la publicidad engañosa (ahora incluida en la noción de prácticas comerciales engañosas - Ley 2008-3 llamada Loi Châtel) están prohibidas.
La publicidad no debe perjudicar a los menores.
Los presentadores de noticias y de programas de actualidad no pueden intervenir como actores o mostrar su opinión en publicidad.
La publicidad subliminal, que ya sabemos que es ineficaz, no debe utilizarse.

#### Los sectores prohibidos
Por razones deontológicas y de salud pública, se prohíben los anuncios que promocionan las armas de fuego, el asesoramiento jurídico, los medicamentos que solo se pueden adquirir bajo receta médica, el tabaco y los productos relacionados con él (quedan excluidos los medicamentos para dejar de fumar) y las bebidas alcohólicas que superen los 1,2º de alcohol.
Desde el 1 de junio de 2014, tanto la edición literaria como la prensa pueden publicitarse en los canales por cable y satélite, pero no en las cadenas hertzianas analógicas y digitales. Anteriormente, se intentaba proteger ciertos sectores económicos, en particular los ingresos publicitarios que percibía la prensa escrita regional.
También se autorizó la distribución de productos y servicios desde el 1 de enero de 2014 en los canales temáticos que se emiten por cable o por satélite, en la televisión digital terrestre y en los canales locales, con la reserva de no hacer referencia a las promociones. Bajo esta condición, la prohibición se eliminó el 1 de enero de 2007 en la metrópoli para todos los canales. Esta prohibición nunca se aplicó a los territorios de ultramar.
Está prohibido hacer publicidad del cine en la televisión, a menos que el canal sea de pago con opción «cine».
Estas prohibiciones sectoriales solo se aplican a los difusores que hayan suscrito un acuerdo con el Consejo Superior del Audiovisual; por ejemplo, a los canales que se emiten desde otros Estados de la Unión Europea se les aplican las normas de su país de origen ya que por lo general se desconocen las restricciones francesas.

## Normas de difusión
Los mensajes publicitarios deben estar claramente separados de los programas y ser fácilmente reconocibles. Deben difundirse entre dos caretas distintas que avisen del principio y fin del corte publicitario.
El volumen de sonido no debe exceder al volumen de sonido del programa.
Una cadena no podía difundir más de seis minutos de publicidad por hora de media en un día. Además, no se pueden superar los 12 minutos (8 en las cadenas públicas), basándose en las horas sin inicio fijo y no en las franjas horarias.
Francia era el único país de Europa que no utilizaba el sistema de hora de reloj, lo que provocaba que la publicidad fuera potencialmente menos numerosa, con una duración máxima de 4 minutos (cadenas públicas y Canal +) o 6 minutos (cadenas privadas). La revisión de la directiva Televisión sin fronteras propone suprimir esta restricción, al mismo tiempo que la supresión de la publicidad en la televisión pública; de manera que el límite diario de 144 minutos (6x24 minutos) también se abandonaría. La adopción de esta directiva ha flexibilizado ligeramente las reglas publicitarias para las cadenas privadas: a partir de ahora pueden difundir 9 minutos de publicidad de media por hora al día, frente a los 6 de antes, y el cálculo se hace ahora según la hora de reloj y no por la hora sin inicio fijo.
Las cadenas privadas gratuitas podían difundir un corte publicitario de 6 minutos como máximo en las películas, telefilms, series de ficción y reportajes. Se permitía otro corte si el programa duraba más de 2 horas y media. Con la reforma, el segundo corte se puede introducir si la emisión supera la hora. Por otro lado, la publicidad de marca se suprime a partir de las 20 horas en todas las cadenas públicas de France Télévisions (anteriormente sólo en La Chaîne Parlementaire y en Arte).